# Franziska Greising
Franziska Greising (* 12. September 1943 in Luzern) ist eine Schweizer Schriftstellerin.

## Leben
Franziska Greising machte nach dem Schulbesuch in Luzern eine Kindergärtnerinnenausbildung in Zürich und arbeitete in verschiedenen Schweizer Städten. 1983 konnte sie ihre erste Erzählung veröffentlichen. Seit 1997 arbeitet sie freiberuflich als Autorin und hatte von 2000 bis 2007 einen Lehrauftrag an der MAZ – Schweizer Journalistenschule in Luzern.
Greising hat verschiedene Theaterstücke geschrieben, die in Schweizerdeutsch abgefasst sind und auf Bühnen der Innerschweiz realisiert wurden. 1997 gewann sie den ersten Preis des Innerschweizer Theaterautorinnen und Autorenwettbewerbs.
Franziska Greising lebt und arbeitet in Emmenbrücke. Greising hat zwei Töchter.

## Stipendien und Preise
- 1984: Preis der Luzerner Literaturförderung für Kammerstille
- 1986: Stipendium der DramatikerInnenförderung des Bundes als Hausautorin des Luzerner Theaters
- 1989: Werkbeitrag von Pro Helvetia für Der Gang eines mutmasslichen Abschieds
- 1997: 1. Preis im Innerschweizer Theaterautorinnen- und – autorenwettbewerb für Pfäfferwiiber
- 2003: Beste Geschichte des Monats November, 1. Preis des Literaturhauses Zürich für Mama Rosa
- 2007 – 2008: Stipendiumsaufenthalt in der Casa Zia Lina, Isola d’Elba, als Gast der Stiftung Dr. Robert und Lina Thyll-Dürr (Schweiz)

## Werke
- Ein Sommer allein, Luzern 2024, ISBN 978-3-03981-001-7, edition bücherlese, Luzern.
- Der Beruf der Wolken, Gedichte, Luzern 2023, ISBN 978-3-906907-82-6, edition bücherlese, Luzern.
- Am Leben. Roman, Zytglogge, Basel 2016, ISBN 978-3-7296-0913-6.
- Danke, gut. Roman, Wallimann, Alpnach 2011, ISBN 978-3-905969-03-0.
- Das Schweinewunder. Roman, Lenos-Verlag, Basel 2000, ISBN 3-85787-293-4.
- Pfäfferwiiber : ein Stück, in dem Frauen Geschichte machen, Teaterverlag Elgg, Belp 1998
- Und komm. Gedichte, Wallimann, Alpnach 1997
- Luzern in zwölf Texten und 71 Bildern. Ein Stadtbuch, Stadt Luzern, Luzern 1995
- Der Gang eines mutmasslichen Abschieds. Geschichten, SV Internat., Schweizer Verl.-Haus, Zürich 1989
- Kammerstille. Eine Erzählung, Amacher, Luzern 1983. Neuauflage Fischer-Verlag, Frankfurt am Main 2016, ISBN 978-3-596-30743-2.